# 蒙蒂塞洛 (路易斯安那州)
蒙蒂塞洛（英語：Monticello）是位於美國路易斯安那州東巴吞魯日堂區的一個普查規定居民點。

## 人口
根據2020年美國人口普查的數據，蒙蒂塞洛的面積為6.19平方千米，當中陸地面積為6.19平方千米，而水域面積為0.00平方千米。當地共有人口5431人，而人口密度為每平方千米877.38人。